# Foster Waterman Stearns
Foster Waterman Stearns (* 29. Juli 1881 in Hull, Plymouth County, Massachusetts; † 4. Juni 1956 in Exeter, New Hampshire) war ein US-amerikanischer Politiker. Zwischen 1939 und 1945 vertrat er den Bundesstaat New Hampshire im US-Repräsentantenhaus.

## Werdegang
Foster Stearns besuchte die öffentlichen Schulen seiner Heimat und danach bis 1903 das Amherst College. Danach studierte er bis 1906 an der Harvard University. Stearns beendete seine Studienzeit im Jahr 1915 am Boston College. Zwischen 1913 und 1917 war er Bibliothekar am Museum of Fine Arts in Boston. Während des Ersten Weltkrieges war er seit November 1917 zunächst Oberleutnant einer Infanterieeinheit der US-Armee. Später war er Stabsoffizier im amerikanischen Hauptquartier in Frankreich.
Nach dem Krieg war Stearns im diplomatischen Dienst tätig. Im Jahr 1919 arbeitete er als Militärattaché an der amerikanischen Botschaft in Belgien. Von 1920 bis 1921 war er direkt beim Außenministerium in Washington angestellt. Danach war er bis 1923 an der US-Botschaft in Konstantinopel in der Türkei und dann bis 1924 an der Botschaft in Paris. Zwischen 1925 und 1930 arbeitete Stearns als Bibliothekar am Holy Cross College in Worcester (Massachusetts). Seit 1927 war er in Hancock (New Hampshire) ansässig.
Stearns war Mitglied der Republikanischen Partei. In den Jahren 1937 und 1938 war er Abgeordneter im Repräsentantenhaus von New Hampshire. 1940 und 1948 nahm er als Delegierter an den jeweiligen Republican National Conventions teil. Von 1941 bis 1945 war er Mitglied im Verwaltungsrat (Regent) der Smithsonian Institution. Im Jahr 1938 wurde Stearns im zweiten Wahlbezirk von New Hampshire in das US-Repräsentantenhaus in Washington gewählt, wo er am 3. Januar 1939 die Nachfolge von Charles W. Tobey antrat. Nach zwei Wiederwahlen konnte er bis zum 3. Januar 1945 drei zusammenhängende Legislaturperioden im Kongress absolvieren, die seit Dezember 1941 von den Ereignissen des Zweiten Weltkrieges überschattet waren.
Im Jahr 1944 verzichtete Stearns auf eine weitere Kandidatur. Stattdessen bewarb er sich erfolglos um die Nominierung seiner Partei für die Senatswahlen. In den folgenden Jahren befasste sich Stearns mit Bildungsfragen ausländischer Staaten. Im Jahr 1942 wurde er einer der Direktoren der Rumford Printing Co. in Concord. 1948 zog er nach Exeter, wo er am 4. Juni 1956 verstarb.